# Wustermark
Wustermark este o comună din landul Brandenburg, Germania. Comuna este formată din cinci sate, Buchow-Karpzow, Elstal, Hoppenrade, Priort și Wustermark.